# Blanioonops
Blanioonops is een monotypisch geslacht van spinnen uit de  familie van de Oonopidae (dwergcelspinnen).

## Soort
- Blanioonops patellaris Simon & Fage, 1922